# Gilbert d’Aissailly
Gilbert d’Aissailly (Languedoc  – Dieppe, 1183) a Jeruzsálemi Szent János Ispotályos Lovagrend anglo-normann nagymestere volt Jeruzsálemben. 1146-tól várkapitányi posztokat töltött be a mai Szíria területén. Származását valószínűleg a languedoci Assalit családtól vezette le, erre utal neve.
Elődje Arnaud de Comps volt, akitől a tisztséget 1163-ban vette át. A rend első komoly katonai vezetője volt, uralkodása alatt felgyorsult a johanniták harcossá, a Templomosok riválisává válása. Miután egyiptomi hadjárata kudarcot vallott, 1170-ben lemondott posztjáról. 1183-ban, útban II. Henrik angol királyhoz, Dieppe-nél vízbe fulladt. Utóda Gastone de Murols lett.